# Kovásznai sárgafejű berke

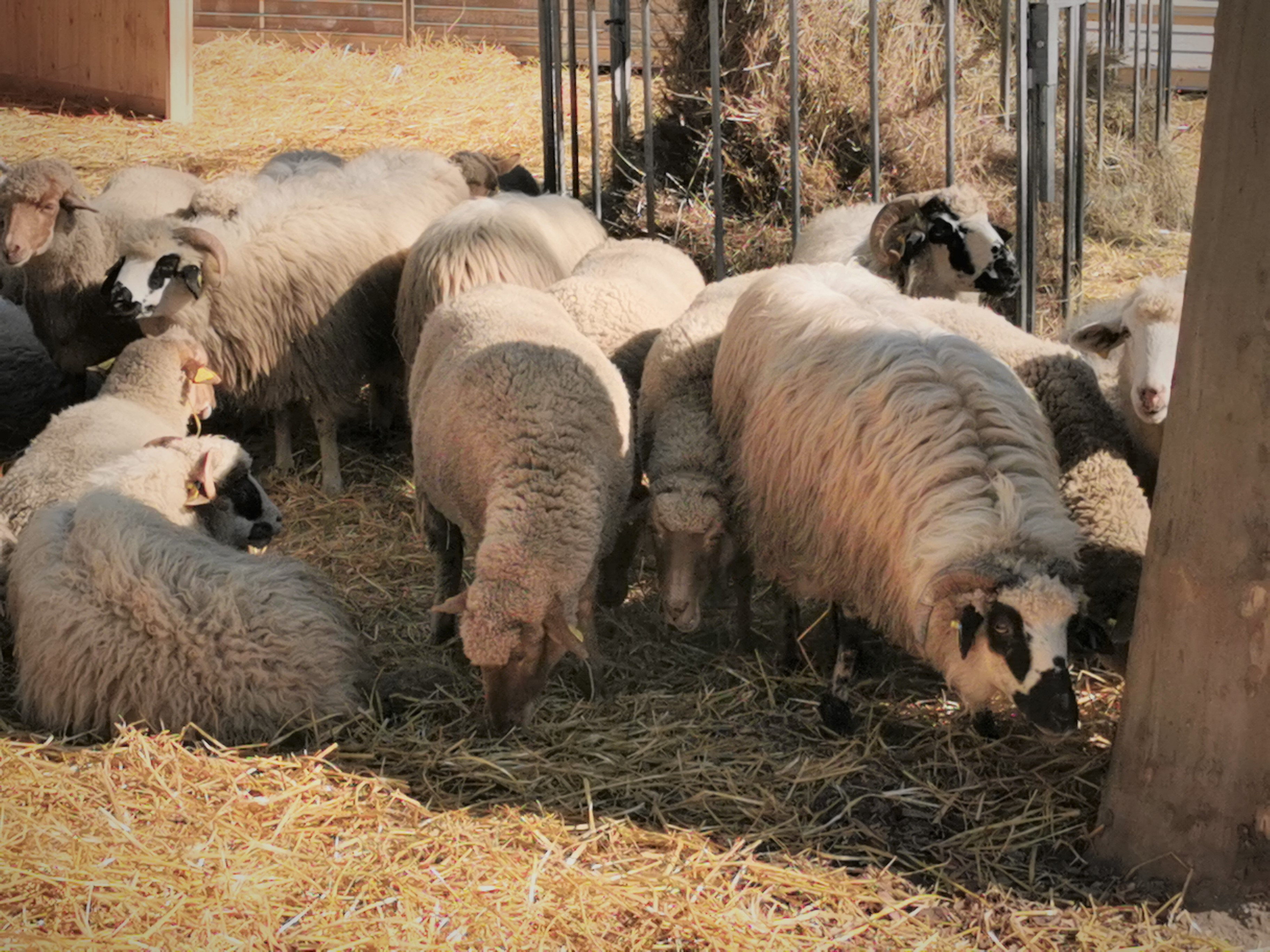
A Vadászati Világkiállításon 2021-ben

A kovásznai sárgafejű berke elsősorban Erdélyben, de Magyarországon is megtalálható, védett őshonos juhfajta. A cigája fajtacsoportba tartozik. Külön típust képvisel az ún. csóréhasú (kopaszhasú) változat.

## Története
Magyarország területére a 18. század folyamán került, az elterjedésében nagy szerepet játszottak a csángó gazdák, akik vándorló juhászat keretében, nem ritkán 4000-5000 juhból álló nyájat legeltettek. A történelmi körülmények miatt a fajta területileg elkülönülve, a kárpát-kanyar környékén terjedt el.
Tenyésztési célja a fajta tulajdonságainak megőrzése és továbbadása, a speciális genetikai varianciájának fenntartása, ezen belül a nagy ellenállóképesség megtartása, a jó anyai tulajdonságok és tejtermelő-képesség megőrzése.

## Tulajdonságai
Közepes termetű juhféle, feje és lába sárgásbarna vagy világosbarna, bundája fehér. A magyar cigája juhoktól fej- és szarvformája különbözteti meg: feje főleg a kosok esetében nagy és széles, orrháta domború, az anyák jellemzően szarvatlanok. Testalkatára nézve az alföldi cigájához áll közelebb. Kiváló tejelő és jó báránynevelő.